# Джузеппе Валерга
Джузеппе Валерга (італ. Giuseppe Valerga; 9 квітня 1813, Лоано — 2 грудня 1872, Єрусалим) — перший латинський патріарх Єрусалима після відновлення Єрусалимського патріархату в 1847 році і великий магістр Єрусалимського ордена Святого Гробу Господнього у 1847—1872 роках.

## Біографія
Народився в Лоано, Лігурія 9 квітня 1813 року і був сьомим із 18 дітей в родині місцевого будівельника. Джузеппе здобув початкову освіту в коледжі Finalborgo, відтак вступив до семінарії Albenga. Згодом продовжив своє навчання в університеті університеті Ла Сап'єнца у Римі. 17 грудня 1834 року отримав ступені доктора богослов'я та доктора права. В університеті Валерга вивчав французьку, латину, грецьку, іврит та арабську мову, а пізніше оволодів ще й халдейською, турецькою та курдською мовами.
11 грудня 1836 висвячений на священика. Після висвячення працював у Конгрегації євангелізації народів, де він керував секцією документів, написаних латинською, грецькою та арабською мовами. З червня 1841 — секретар Апостольської делегатури в Сирії та Месопотамії в Алеппо. Генеральний вікарій у Месопотамії. Був поранений ножем у горло.

### Єрусалимський патріарх

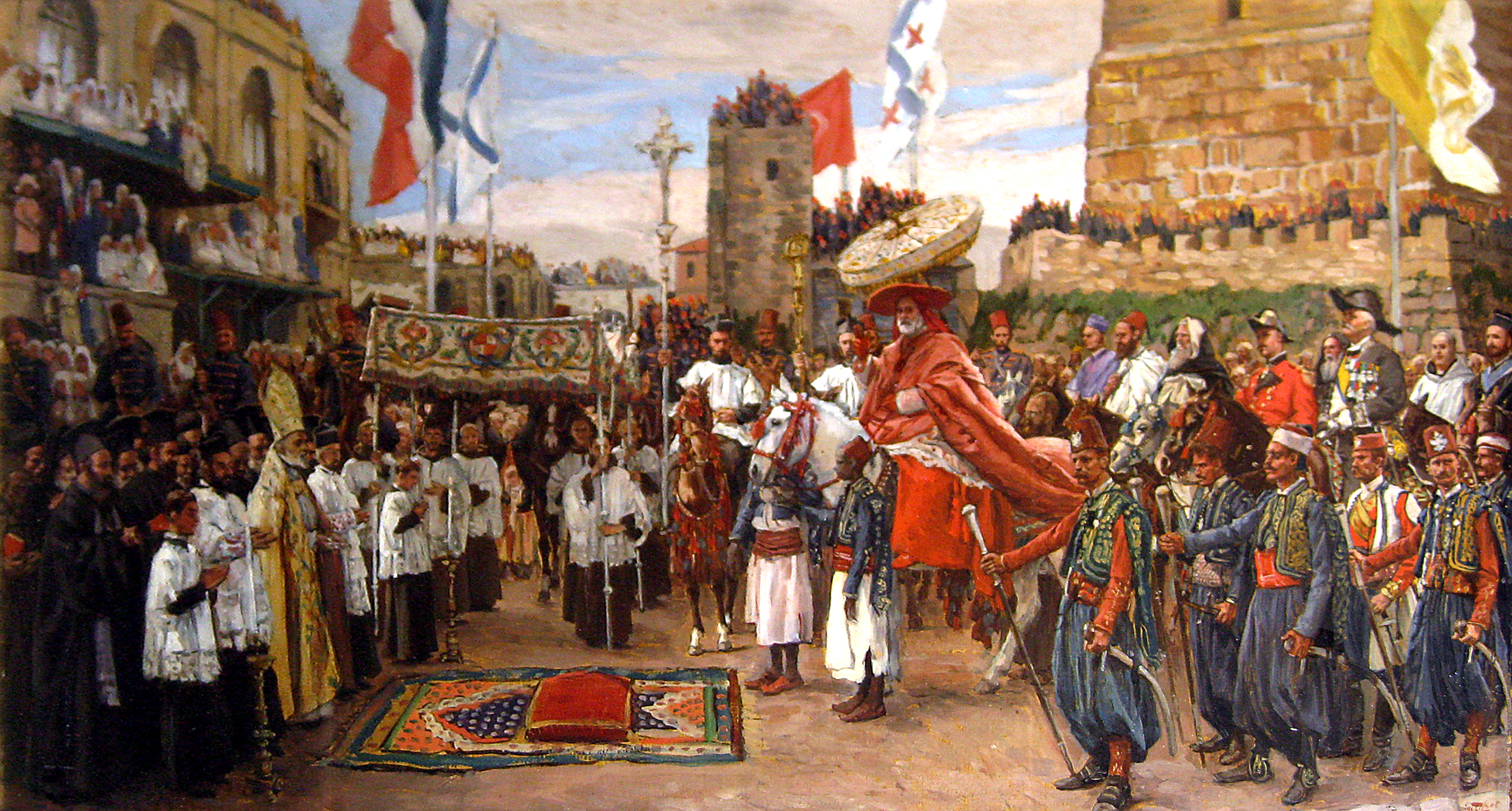
Урочистий в'їзд Джузеппе Варга до Єрусалиму 17 січня 1848 року (картина Жака-Жозефа Тіссо)

23 липня 1847 опубліковано Апостольське послання папи Пія IX про відновлення Латинського патріархату Єрусалима. 4 жовтня 1847 Джузеппе Валергу було призначено на посаду латинського патріарха Єрусалима і великого магістра Єрусалимського ордена Святого Гробу Господнього. 10 жовтня 1847 висвячений на єпископа Папою Пієм IX у капелі в Квіріналі. 17 січня 1848 року урочисто в'їхав до Єрусалиму. Губернатор Єрусалима Заріф Мустафа-паша направив групу солдатів почесної варти, щоб супроводжувати патріарха в Єрусалим і запропонував йому коня. Під час в'їзду патріарху до воріт  Єрусалиму, османські солдати вітали його гарматним залпом. Зіткнувся з опозицією францисканців, котрі майже шість століть були єдиними представниками Католицької Церкви у Святій землі. Створив структуру відтвореної патріархії. З 1 вересня 1849 року по 21 листопада 1851 року здійснив поїздку до Європи . З 1869 року брав участь у Першому Ватиканському соборі як отець Собору.
Помер 2 грудня 1872 року в Єрусалимі. Похований у каплиці св. Йосипа.